# Zosterop de Whitehead
El zosterop de Whitehead (Zosterornis whiteheadi) és un ocell de la família dels zosteròpids (Zosteropidae).

## Hàbitat i distribució
Habita boscos, vegetació secundària i matolls de les terres altes de l'illa de Luzon, a les Filipines septentrionals.